# Anaretella indica
Anaretella indica är en tvåvingeart som beskrevs av Deshpande, Shaikh och Sharma 2002. Anaretella indica ingår i släktet Anaretella och familjen gallmyggor. Inga underarter finns listade i Catalogue of Life.